# Santi Aldama
Santiago "Santi" Aldama Toledo (Las Palmas, 10 de janeiro de 2001) é um jogador espanhol de basquete profissional que atualmente joga no Memphis Grizzlies da National Basketball Association (NBA).
Ele jogou basquete universitário pela Universidade de Loyola e foi selecionado pelo Utah Jazz como a 30º escolha geral no draft da NBA de 2021.
Ele é filho do jogador de basquete espanhol Santiago Aldama, atleta olímpico nos Jogos Olímpicos de Verão de 1992 em Barcelona.

## Início de vida e carreira
Aldama foi criado em Las Palmas na Espanha. Ele começou a jogar basquete aos três anos porque seu pai, Santiago Aldama, e seu tio, Santi Toledo, praticavam o esporte profissionalmente. Ele cresceu idolatrando os jogadores de basquete Pau Gasol, Juan Carlos Navarro e Kobe Bryant.
Desde sua introdução ao basquete, Aldama jogou pela Canterbury Basketball Academy em Las Palmas e optou por permanecer lá, apesar de receber ofertas de clubes maiores como FC Barcelona, Real Madrid e Gran Canaria. No Campeonato Espanhol Sub-16 de 2017, ele teve médias de 18,9 pontos, 5,1 rebotes e 3,6 assistências. Ele ajudou sua equipe a chegar a um surpreendente terceiro lugar. Em 2018, Aldama jogou por empréstimo na equipe Sub-18 do FC Barcelona nas eliminatórias de Ciutat de L'Hospitalet no Adidas Next Generation Tournament.

### Recrutamento
Em 5 de agosto de 2019, Aldama anunciou seu compromisso de jogar basquete universitário nos Estados Unidos por Loyola-Maryland. Ele foi atraído para a universidade porque seu pai conhecia o técnico assistente Ivo Simović e devido às esperanças de Aldama de uma eventual carreira nos negócios. Considerado um recruta de quatro estrelas e um grande talento, a decisão de Aldama de jogar em uma universidade média pegou muitos analistas de surpresa. Evan Daniels, do 247Sports.com, o chamou de "uma das maiores roubadas de bola internacionais em um bom tempo".
| Nome | Cidade Natal             | Escola/Universidade | Altura              | Peso           | Data da revisão |
| --- | ------------------------ | ------------------- | ------------------- | -------------- | --------------- |
| Santiago Aldama PF | Las Palmas, Spain        | Canterbury Academy  | 6 ft 10 in (2.08 m) | 205 lb (93 kg) | Aug 5, 2019     |
| Santiago Aldama PF | Recrutamento: 247Sports: |                     |                     |                |                 |
| Classificação geral de novatos: 247Sports: 61º |                          |                     |                     |                |                 |
| - Nota: Em muitos casos, Scout, Rivals, 247Sports e ESPN podem entrar em conflito em suas listas de altura e peso, nestes casos, a média foi obtida. A ESPN mede os calouros numa escala de 0 a 100. - Fonte: |                          |                     |                     |                |                 |

## Carreira universitária
Aldama perdeu os primeiros três meses de sua temporada de calouro com uma lesão no joelho que exigiu cirurgia. Em 1º de fevereiro de 2020, ele fez sua estreia universitária e marcou 11 pontos em 17 minutos em uma vitória por 79-73 sobre a Marinha. Aldama foi nomeado três vezes o Novato da Semana da Patriot League no período de quatro semanas. No final da temporada regular, ele foi nomeado para a Equipe de Calouros da Patriot League. Como calouro, ele teve médias de 15,2 pontos, 7,6 rebotes, 2,1 assistências e 1,7 bloqueios em 10 jogos.
Em 13 de fevereiro de 2021, Aldama registrou 30 pontos e 22 rebotes em uma derrota por 97-94 na prorrogação para Lafayette. Em 10 de março de 2021, ele teve 33 pontos e 12 rebotes em uma vitória por 67-63 contra Army nas semifinais do Torneio da Patriot League. Ele ajudou Loyola a avançar para sua primeira final da Patriot League. Em seu segundo ano, ele teve médias de 21,2 pontos, 10,1 rebotes, 2,3 assistências e 1,7 bloqueios e foi selecionado para a Primeira-Equipe da Patriot League.
Em 14 de abril de 2021, Aldama se declarou para o Draft da NBA de 2021.

## Carreira profissional

### Memphis Grizzlies (2021–Presente)
Aldama foi selecionado pelo Utah Jazz como a 30ª escolha geral no draft da NBA de 2021. Ele foi posteriormente negociado com o Memphis Grizzlies. Em 8 de agosto de 2021, os Grizzlies anunciaram que havia assinado um contrato de 4 anos e US$10.2 milhões com Aldama. Em 2 de dezembro de 2021, ele registrou 18 pontos, 10 rebotes, três assistências, um roubo de bola e um bloqueio na vitória por 152-79 sobre o Oklahoma City Thunder.

## Carreira na seleção
Aldama fez sua estreia pela Seleção Espanhola no EuroBasket Sub-16 de 2017 em Podgorica, Montenegro e teve médias de 9,0 pontos e 5,4 rebotes. Ele levou sua equipe a uma medalha de ouro no EuroBasket Sub-18 de 2019 em Volos, Grécia com médias de 18,0 pontos, 7,6 rebotes, 2,6 assistências, 2,3 bloqueios e 1,9 roubadas de bola. Aldama foi nomeado MVP do torneio e se juntou a seu companheiro de equipe Usman Garuba na Equipe Ideal do torneio.

## Estatísticas da carreira

### NBA

#### Temporada regular
| Ano     | Equipe  | PJ | PT | MPJ  | AP   | 3P   | LL   | RT  | AS | BR | TO | PPJ |
| ------- | ------- | -- | -- | ---- | ---- | ---- | ---- | --- | -- | -- | -- | --- |
| 2021–22 | Memphis | 32 | 0  | 11.3 | .402 | .125 | .625 | 2.7 | .7 | .2 | .3 | 4.1 |

### Universitário
| Ano      | Equipe   | PJ | PT | MPJ  | AP   | 3P   | LL   | RT   | AS  | BR  | TO  | PPJ  |
| -------- | -------- | -- | -- | ---- | ---- | ---- | ---- | ---- | --- | --- | --- | ---- |
| 2019–20  | Loyola   | 10 | 9  | 30.4 | .459 | .217 | .515 | 7.6  | 2.1 | .9  | 1.7 | 15.2 |
| 2020–21  | Loyola   | 17 | 17 | 35.0 | .513 | .368 | .686 | 10.1 | 2.3 | 1.0 | 1.7 | 21.2 |
| Carreira | Carreira | 27 | 26 | 32.7 | .486 | .292 | .600 | 8.8  | 2.2 | .9  | 1.7 | 18.2 |

Fonte:

## Vida pessoal
O pai de Aldama, Santiago Aldama, jogou basquete profissional na Espanha e em Portugal e se juntou à seleção espanhola nos Jogos Olímpicos de Verão de 1992. Seu tio, Santi Toledo, também jogou basquete profissional na Espanha, Itália e Portugal.